# Joël Wangö
Joël Sevander Wangö, född den 18 maj 1886 i Knäred, död den 30 maj 1971 i Halmstad, var en svensk författare, präst och lärare.

## Biografi
Det var i Ön, en av de många små Knäredsbyarna som Joël Wangö föddes 1886. Han var äldst av sex syskon och växte upp på den gamla släktgården i Ön som brukades av föräldrarna Nils Johansson och Johanna Sofia f. Persdotter.  
Wangö avlade 1914 teologie kandidatexamen och prästvigdes i Lunds stift 1915 samt tog 1924 filosofisk ämbetsexamen. Han blev 1936 läroverksadjunkt i Stockholm. 
Wangö skrev sockenbeskrivningen Knäred i gången tid (1933), men även dikter och folklivsskildringar och medarbetade med artiklar i pressen. På senare år var han bosatt i Halmstad.